# Сірі (водоспад)
Водоспад Сірі, який раніше називався Санта-Марія, розташований приблизно на 3 км вглиб країни від східного узбережжя острова Гауа на півночі Вануату. Висота водоспада складає 120 м.

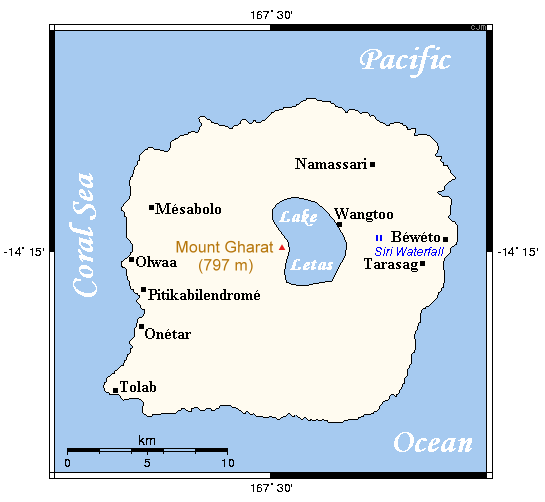
Карта острова Гауа із зображенням місцезнаходження водоспаду Сірі

Водопостачання водоспаду здійснюється з озера Летас, яке є велике прісноводним кратерним озером, що розташоване центрі вулканічного острова на висоті приблизно 600 метрів над рівнем моря. Вода тече з озера 3 км на схід до вершини водоспаду Сірі. Після водоспаду вона формує великий потік, що називається річкою Бе Соломул (колишній Наманг).
Приблизна оцінка швидкості потоку води (протягом сухого сезону в серпні 2006 року) становила приблизно 5 кубічних метрів на секунду.

## Назва
Назва Сірі означає «водоспад» місцевою мовою Нуме. Воно споріднене з Vurës sēriv [seˈriɸ] , Mwotlap na-syip [naˈsjip], Mota siriv [siriɸ], Dorig sriv [ˈsriβ], Olrat siriv [siˈriβ], Лакон hiriv [hiˈriβ] і Mwerlap siriw [siˈriw]. Усі ці терміни можуть бути похідними від прото-торрес-банків *siriβi «водоспад».